# Dolina (województwo wielkopolskie)
Dolina – osada leśna w Polsce położona w województwie wielkopolskim, w powiecie słupeckim, w gminie Powidz.
W latach 1975–1998 miejscowość administracyjnie należała do województwa konińskiego.